# Pierson John Dixon
Sir Pierson John Dixon GCMG, CB (* 13. November 1904; † 22. April 1965) war ein britischer Diplomat.
Dixon studierte an der Bedford School und am Pembroke College in Cambridge. Von 1943 bis 1948 war er Principal Private Secretary von Anthony Eden und Ernest Bevin, von 1948 bis 1959 Botschafter in Prag. Am 2. Januar 1950 nahm ihn Georg VI. als Knight Commander  in den Order of St. Michael and St. George auf. Von 1950 bis 1954 war Dixon stellvertretender Staatssekretär im Außenministerium, von 1954 bis 1960 war er Ständiger Vertreter des Vereinigten Königreichs bei den Vereinten Nationen. 1957 wurde im Order of St. Michael and St. George zum Knight Grand Cross befördert. Von 1960 bis 1964 war er Botschafter in Paris.